# ÍB Akureyri
El ÍB Akureyri (en islandés: Íþróttabandalag Akureyrar, abreviado ÍBA) fue un equipo de fútbol de Islandia que jugó en la Urvalsdeild Karla, la primera división nacional.

## Historia
Fue fundado el 8 de enero de 1928 en a ciudad de Akureyri luego de la fusión de los equipos Knattspyrnufélag Akureyrar y Þór Akureyri. Participó en 20 temporadas en la Urvalsdeild Karla de 1930 a 1974, donde su mejor ubicación fue el tercer lugar en 1932, 1966, 1967 y 1968; siendo su mejor época la de los años 1960, donde ganó la copa de Islandia en 1969 venciendo al ÍA Akranes en la final por 3-2.
A nivel internacional participó en la Recopa de Europa 1970-71 en la que fue eliminado en la primera ronda por el FC Zúrich de Suiza.
El club desaparece en 1974 luego de que se separa la fusión luego de descender perdiendo el playoff ante el Vikingur por 1-3.

## Palmarés
- Copa de Islandia: 1

1969
- 1. deild karla: 4

1955, 1959, 1964, 1972

## Participación en competiciones de la UEFA
| Temporada | Torneo                     | Ronda | Club      | Casa | Visita | Global |
| --------- | -------------------------- | ----- | --------- | ---- | ------ | ------ |
| 1970/71   | Recopa de Europa de fútbol | 1     | FC Zürich | 0-7  | 1-7    | 1-14   |